# Ювентус Стейдиъм
Ювентус Арена е стадион в град Торино, Северна Италия, използван от футболен клуб Ювентус. Построен е на мястото на легендарния стадион „Стадио деле Алпи“. Капацитетът му е 41 000 зрители.

## Откриване
Официално е открит на 8 септември 2011 г., като по случай откриването е поканен емблематичният за Ювентус английски тим Нотс Каунти. Мачът завършва 1-1, а Лука Тони отбелязва първия гол на новия стадион. На 11 септември 2011 г. се изиграва първият официален мач на новото съоръжение между домакините от „Ювентус“ и „Парма“. В 17-а мин. Стефан Лихтщайнер вкарва първия официален гол, отбелязан на „Ювентус Арена“, както и първа победа за тима от Торино. Първата загуба е срещу отбора на Интер една година по-късно.

## Услуги

### Juventus Premium Club
Стадионът разполага с 3600 с допълнителни „premium“ места и 64 тераси. В тази услуга са включени: запазено място на стадиона, кресла с LCD телевизори, ресторант, бар, запазени паркоместа и др.

### Обиколка на стадиона
Тя се провежда всеки ден за 70 минути. Обиколката може да се осъществи (освен на италиански) на английски език, испански език, френски език и немски език.

### Шопинг център
Шопинг центъра, наречен „Area12“, разполага с 60 магазина, 2 бара, 3 ресторанта, 2000 паркоместа и др.

### Музей
Музея на отбора, наречен „J Museum“ е открит на 12 май 2012 г., като е посетен от над 40 000 души.

## Събития

### Stadium Business Summit 2012
Стадионът е домакин на церемонията по награждаването „Stadium Business Awards“ през май 2012 г.

### Лига Европа 2014
Поради недостатъчния си капацитет Ювентус Арена не може да приеме финал от Шампионска лига. Затова през 2012 г. стадионът е избран да приеме финала в турнира Лига Европа през 2014 г. На финала се изправят отборите на Севиля и Бенфика, като испанците печелят турнира за трети път. За португалския тим това е осми пореден загубен финал в европейските клубни турнири.